# Куремса
Куре́мса (Курумиш) — воєвода татарського хана Батия, монголо-татарський темник, онук хана Джучі — засновника Білої Орди. Був намісником (баскаком) Золотої Орди на Правобережній Україні.

## Біографія
У 1241—1257 роках кочував у Північному Причорномор'ї, об'єднав під своєю владою підкорених монголами половців.
Наприкінці 1252 року Батий спрямував його орду на Галицько-Волинське князівство, князь якого, Данило Галицький, намагався об'єднати для боротьби з монголами сили Русі із Заходом. На той час орда Неврюя розгромила війська союзника Данила Галицького великого князя владимирського Андрія Ярославича. Удар Куремси був спрямований на галицьке Пониззя. Намісник Пониззя, Мілей, перейшов на бік монголів. На боці монголів виступав і кн.Ізяслав (здогадно, з новгород-сіверських або, що менш імовірно, смоленських князів), який прагнув посісти галицький стіл. Ізяслав з монгольською допомогою вирушив безпосередньо на Галич, захопив його, але невдовзі був розбитий сином Данила Галицького, Романом. У цей час Куремса витіснив дружини Данила з Київщини, а невдовзі зазнав невдачі під Кременцем.
Узимку 1254/55 р. Данило завдав монголам удар у відповідь: його війська та війська його брата Василька Романовича двома колонами увійшли в Погорину та Побужжя, де частина місцевого населення перейшла на бік монголів (у ході цього походу було остаточно ліквідовано примарну автономію Болоховської землі). Наприкінці 1255 Куремса несподівано здійснив похід у Волинь. Зазнавши поразки під Володимиром та отримавши звістку про те, що на допомогу волинському князеві Васильку Романовичу вирушив його брат Данило, негайно відступив у степ. Так само безуспішними були набіги Куремси у 1256–57. Особливо гучної поразки зазнав він під Луцьком.
Систематичні невдачі монгольських військ у боротьбі з об'єднаними силами Галицького та Волинського князівств занепокоїли правлячу верхівку Золотої Орди, і 1258 року Куремса був замінений Бурундаєм (останній, отримавши підкріплення, примусив Данила і Василька до примирення, Василько погодився взяти участь у поході Бурундая на до того часу союзну Русі Литву; укріплення більшості міст Галичини та Волині були знищені).
Після смерті Курумиша його улус було розділено між його синами Абаджи, Караджи і Янджи, що отримали титули темників.